# Міжвоєнна Ічкерія (1996—1999)
Міжвоєнна Ічкерія — період історії Чечні, що тривав майже три роки після припинення бойових дій з боку РФ: від підписання Хасав'юртівських угод (31.08.1996), які завершили Першу російсько-чеченську війну до вторгнення ваххабітських озброєних формувань під командуванням польових командирів Шаміля Басаєва і Хаттаба на територію Дагестану (7.08.1999) і початку Другої російсько-чеченської війни.
Хасав'юртські угоди, зокрема, визначали, що не пізніше 1 жовтня 1996 року мала бути сформована об'єднана комісія представників органів влади РФ та Чеченської республіки. Вони мали контролювати виконання вказівки президента РФ від 25.06.1996 № 985 та підготовку пропозицій до завершення відкликання військ РФ із Ічкерії.
З цих трьох років щонайменше півтора були позначені глибокою військово-політичною кризою, що за словами колишнього віце-прем'єра уряду РФ Рамазана Абдулаліпова мала всі ознаки громадянської війни між прихильниками президента Ічкерії Аслана Масхадова, що виступали за світську державу, та ісламськими фундаменталістами ваххабітського спрямування, котрі виступали за ісламську державу на всьому терені Північного Кавказу.
За словами кореспондента Радіо Свобода Андрія Бабицького основними проблемами міжвоєнної Ічкерії були:
1. Слабкість органів державної влади, що не могли обмежити вільне ходіння вогнепальної зброї, встановити ефективний контроль над злочинністю, убезпечити населення від свавілля багатьох дрібних та великих озброєних формувань.
2. Ослаблення традиційної організації чеченського суспільства. Ради старійшин тайпів втратили авторитет, оскільки під час війни щоб уберегти села від повного руйнування старійшини підписували мирові угоди з командуванням російських військ.
3. Масове безробіття яке призвело до залучення молоді, особливо учасників війни, до кримінальних угруповань. Викрадення людей з метою викупу, захоплення заручників, відйом особистого майна і грошових засобів — отримали розповсюдження під час Першої російсько — чеченської війни, але на той час виправдовувались як здобуття засобів для продовження національно — визвольної боротьби. Після закінчення війни для багатьох чеченців це стало єдиним засобом виживання[1].

Віце-прем'єр ЧРІ Мовладі Удугов сказав про цей період так:
В Чечні два роки йшла війна. Коли по телевізору повідомляють, що російські солдати, чи ті хто брав участь у війні, або біженці потребують медичної психологічної реабілітації, то весь народ у Чечні потребує сьогодні медичної психологічної реабілітації. Тому сьогодні говорити про те, що тут можна спокійно уникнути якихось конфліктів, абсолютно безпідставно. Сьогодні конфлікт в Чечні може спалахнути на порожньому місці, саме на порожньому місці.

## Післявоєнна розруха
Внаслідок бойових дій міста Грозний, Аргун, Шалі, Урус-Мартан, десятки сіл та селищ були майже повністю зруйновані. Багато мешканців проживали в напівзруйнованих будинках.
У лютому 1997 року для інавгурації Масхадова довелося шукати будівлю в Грозному, котра би підлягала елементарному ремонту в найкоротший термін. Було обрано Палац Культури Хіміків на околиці міста, що трохи менше постраждав від бойових дій січня 1995 і серпня 1996 років.
В центрі чеченської столиці були повністю відсутня електрика і опалення.
В Чечні не лишилось жодного підприємства, яке б не було повністю зруйноване. Російські власті у 1995—1996 роках лише частково відновили деякі підприємства, в першу чергу нафтопереробної галузі.
Основними заняттями жителів міжвоєнної Ічкерії були ведення сільського господарства та присадибних ділянок, збирання й продаж металобрухту, виготовлення цегли на мінізаводах і виробництво бензинового конденсату, яким заправляли двигуни машин (хоча цей сурогат пального швидко виводив його з ладу). Під час кустарного виробництва бензинового конденсату від вибуху нафтопродуктів дуже багато людей загинуло або стало каліками.

## Криміногенна ситуація
Бойові дії, післявоєнна розруха, що позбавила роботи переважаючу частину населення, велика кількість незареєстрованої вогнепальної зброї призвели до важкої криміногенної ситуації в країні. В багатьох місцевостях реальною владою були злочинні угруповання, що контролювали видобуток нафти та газу, кустарне виробництво нафтопродуктів, крали нафту з нафтопроводів, займались виготовленням і торгівлею наркотиків, рекетом, фальшуванням грошей, озброєними розбійними нападами та викраденням людей. До кримінальної діяльності були причетні багато польових командирів ваххабітських озброєних загонів, що перебували в опозиції до офіційного уряду Ічкерії.
За даними віце-прем'єра чеченського уряду Мовладі Удугова, станом на серпень 1998 року 60-70 % нафтодобувних свердловин контролювались непідвладними урядові озброєними формуваннями.
Протягом 1997—1998 років понад 60 злочинними угрупованнями було викрадено 1094 людини, у 1999—270. В заручниках утримувалися 500 осіб.
В листопаді 1997 року в Надтеречному районі були захоплені два громадянина України, що приїхали на похорон матері. У 1998 році в сусідніх з Чечнею регіонах Росії регулярно викрадалися турецькі будівельники та бізнесмени. В січні 1998 року у Владикавказі було викрадено громадянина Франції, представника Верховного комісара ООН у справах біженців Венсента Кошеля. Його було звільнено в жовтні 1998 року.
3 жовтня 1998 року в Грозному було викрадено 4 співробітників британської фірми «Granger Telecom» та одного громадянина Нової Зеландії, які в грудні того ж року були вбиті і обезголовлені.
15 березня 1999 року в аеропорту Грозного було викрадено представника МВС РФ Генадія Шпігуна, тіло якого було виявлено в горах у березні 2000 року. До його викрадення російська влада не боролася з викраденням людей у Чечні, як правило, надсилаючи викуп за викрадених журналістів, бізнесменів і солдатів. Активну участь у викупі заручників із полону брав російський олігарх і за сумісництвом секретар Ради Безпеки Росії Борис Березовський.
У квітні 1999 року Шаміль Басаєв заявив про створення міжнародної миротворчої бригади для боротьби з викраденням людей, з яким, за його висловом «офіційні власті не впораються».
Внаслідок важких і небезпечних умов проживання з Чечні у 1997 році виїхало 13 тис. осіб, а у 1998—147 тис. 1 січня 1999 року на обліку у Федеральної міграційної служби РФ перебувало 10 995 етнічних чеченців, що виїхали з республіки.

## Громадсько-політична сфера життя у 1996—1997 роках

### Тимчасовий уряд

Голова Ради Безпеки РФ Олександр Лебедь потискає руку керівнику чеченської делегації Аслану Масхадову. Хасав'юрт. 31 серпня 1996

31 серпня 1996 року в місті Хасав'юрт між головою Ради Безпеки Російської Федерації Олександром Лебедем і головою Генерального Штабу Чеченської Республіки Ічкерія Асланом Масхадовим було досягнуто угоду про припинення вогню. В Чечні мав бути утворений коаліційний уряд з прихильників незалежності і представників проросійського уряду Доку Завгаєва. Статус Чечні мав би врегулювати референдум, проведення якого планувалося на 2001 рік. За твердженнями історика Аббаза Осмаєва вирішення питання щодо незалежності Чечні було відкладено на такий довгий термін, тому що офіційний вихід республіки зі складу Росії призвів би до падіння довіри суспільства до влади, а можливо й політичної кризи.
У вересні 1996 року учасники руху опору заходились формувати тимчасові органи влади. Як правило, до міста чи села заходив партизанський загін, що оголошував про припинення діяльності місцевої влади поставленої росіянами, і створював адміністрацію з партизанів або мешканців населеного пункту, які підтримували незалежність. В останньому випадку (це було головним чином у Ножай — Юртовському і Наурському районах) керівники загону очолювали місцеву поліцію.
15 жовтня 1996 року до Урус-Мартана увійшов загін Руслана Гелаєва, який оголосив повалення районної адміністрації на чолі з префектом Т. Чургаєвим, поставленим урядом Завгаєва і створення нової підконтрольної Ічкерії.

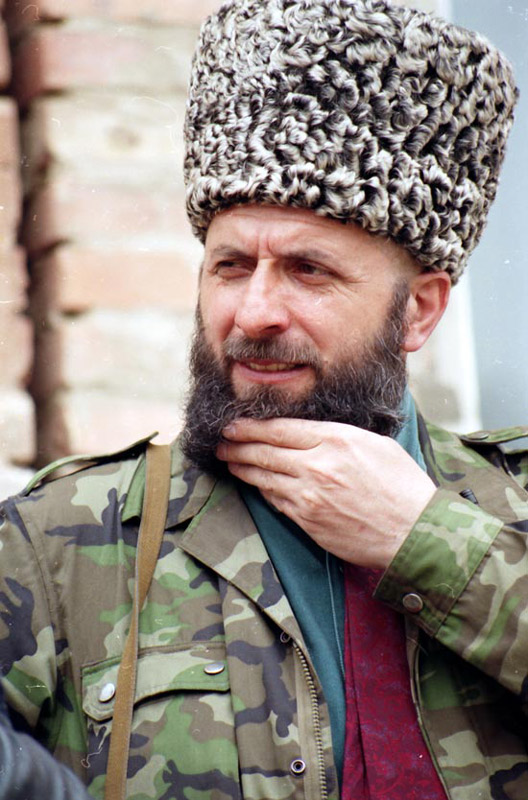
В. о. президента Зелімхан Яндарбієв

Невдовзі виконувач обов'язків президента ЧРІ Зелімхан Яндарбієв затвердив голів місцевих адміністрацій, а міністр внутрішніх справ Казбек Махашев — начальників РУВС та ГУВС.
23 вересня Яндарбієв видав указ про формування кабінету міністрів. Уряд очолив начальник Головного Штабу Аслан Масхадов, міністром держполітики та інформації став Мовладі Удугов, міністром закордонних справ — Р. Чімаєв, міністром внутрішніх справ — Казбек Махашев, міністр промисловості — Д. Ахмадов, міністром юстиції — Е. Шеріпова, міністром будівництва — А. Ісмаілов, начальником департаменту державної безпеки — А. Мовсаєв, військовим комісаром — А. Абдулхаджиєв, головою Національного банку — Н. Увайсаєв, президентом державної корпорації «ЮНКО» — Х. Яріханов, начальником департаменту друку — В. Дадулагов.
Від Координаційної Ради партій та рухів Чеченської Республіки були введені віце — прем'єр зі зв'язків з Росією та країнами СНД — голова Партії Національної Незалежності Рівзан Кутаєв, віце — прем'єр з соціальних питань — голова Руху за відродження конституційного ладу — Г. Ельмурзаєв, міністр економіки — голова Руху «Башлам» С. Маігов (фактично до обов'язків не став), начальник департаменту праці та зайнятості — заступник голови Республіканської партії Чечні Х. Вітушев, начальник департаменту спорту й молоді — голова Національного Олімпійського комітету Р. Бадалов.
Представники колишньої проросійської адміністрації отримали господарські посади. Віце — прем'єр та міністр фінансів — Х. Бійбулатов, міністр сільського господарства — Х. Ідрісов, міністр житлово — комунального господарства — А. Осмаєв, начальник департаменту торгівлі — Ш. Ібрагімов, начальник департаменту екології — М. Арсанукаєв, начальник департаменту автотранспорту — М. Бакаєв, начальник департаменту автодоріг — Н. Дааєв, голова комітету з антимонопольної політики — Х. Денієв.
В судовій гілці влади, відповідно до прийнятого навесні 1995 року Джохаром Дудаєвим рішення, йшов процес скасування світських судів і введення шаріатських, на чолі з Верховним Шаріатським Судом ЧРІ, який очолив спеціаліст з ісламського права Шамсуддін Батукаєв. За основу шаріатського судочинства був взятий Кримінальний кодекс Судану.
В вересні 1996 року відповідно до шаріатського судочинства в центрі Грозного на площі Дружби Народів було здійснено першу публічну страту жінки і двох чоловіків, засуджених до розстрілу за вбивство дитини.

### Вибори і формування органів влади

Руслан Гелаєв

В листопаді 1996 року Державна Рада Оборони ЧРІ та Парламент призначили парламентські та президентські вибори на січень 1997 року. Було висунуто понад двадцять кандидатур основними з яких стали виконувач обов'язків президента Зелімхан Яндарбієв, прем'єр — міністр Аслан Масхадов, помічник президента з безпеки Ахмед Закаєв, учасники війни Шаміль Басаєв, Ваха Арсанов (згодом зняв свою кандидатуру на користь Масхадова, за домовленістю про отримання посади віце — президента), колишній голова Парламенту Юсуп Сосламбеков, та колишній голова Верховної Ради Росії Руслан Хасбулатов, який зняв свою кандидатуру під тиском учасників війни, оскільки під час займання посади голови російського парламенту у 1991–1993 роках він був найбільшим противником Чеченської Республіки та її керівництва.
В січні 1997 року Аслан Масхадов пішов з поста прем'єр-міністра Ічкерії, в зв'язку з передвиборчою кампанією. Новим головою уряду став колишній польовий командир Руслан Гелаєв.

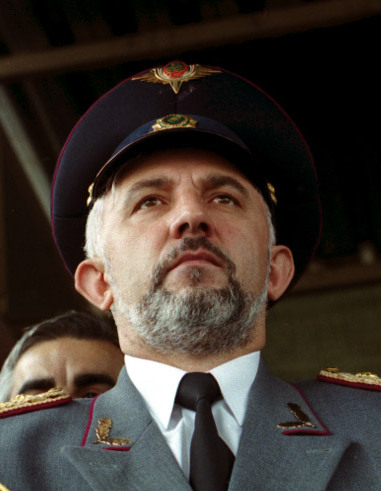
Аслан Масхадов

27 січня відбулись президентські та перший тур парламентських виборів. Найбільше голосів (59,1 %) набрав Аслан Масхадов, друге місце (23,5 %) посів Шаміль Басаєв, третє (10 %) — Зелімхан Яндарбієв, четверте (менше 1 %) — Мовладі Удугов.
12 лютого Аслан Масхадов прийняв президентську присягу, віце — президентом став Ваха Арсанов. Одночасно Масхадов очолив і уряд.
Хоча незалежність Чеченської Республіки Ічкерія не визнала жодна держава світу, уряд Масхадова було визначено як легітимно обрану владу шляхом виборів. Визнала вибори і Росія, спікер Державної Думи РФ Іван Рибкін був головою присутньої на інавгурації російської делегації.
За підсумками двох турів парламентських виборів 27 січня та 15 лютого 1997 року було обрано лише 32 депутати з 63. На початку березня центрвиборчком переглянув своє рішення ще по 11 виборчих округах, що було продиктовано практичними міркуваннями, оскільки у Парламенті не було кворуму (42 депутати), а довибори у зруйнованій країні були недозволеною розкішшю.
Найбільшу фракцію в Парламенті отримали представники Партії Національної Незалежності на чолі з Р. Кутаєвим — понад 20 мандатів. Друге місце зайняла партія Союз політичних сил «Ісламський порядок» М. Удугова — 7 мандатів.
13 березня 1997 року відкрилась перша сесія нового складу Парламенту Ічкерії. 17 березня — головою парламенту був обраний Руслан Аліхаджаєв, заступником — Зелім Бешаєв — обидва учасники війни. В Парламенті представники ПНН та «Ісламського порядку» утворили пропрезидентську більшість, до якої увійшли 39 депутатів.

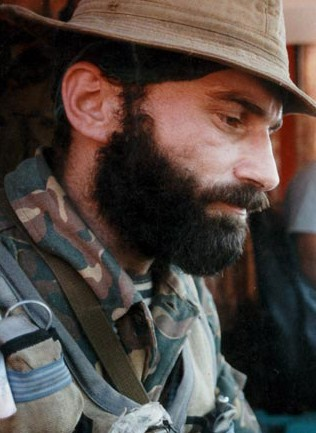
Шаміль Басаєв

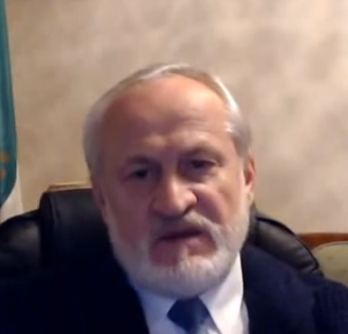
Ахмед Закаєв, 2021

1 квітня 1997 року президент Масхадов представив на розгляд парламенту склад кабінету міністрів, який очолив. Першим віце — прем'єром та віце — прем'єром з питань промисловості став Шаміль Басаєв (партія «Маршонан тоба»), віце — прем'єром з питань державної політики та інформації — Мовладі Удугов (партія СПС «Ісламський порядок»), віце — прем'єром з питань будівництва — Руслан Гелаєв, віце — прем'єром з питань агропромислового комплексу — Лом — Алі Алсултанов, віце — прем'єром з питань культури, науки та міністром культури — Ахмед Закаєв («Збори учасників російсько-чеченської війни»).
Міністерство юстиції очолила Е. Шеріпова (Загальнонаціональний Конгрес Чеченського Народу), міністерство закордонних справ — Х. Ахмадов (Демократична партія Чечні) міністерство внутрішніх справ — К. Махашев, національну службу безпеки — Лечі Хултигов, держкорпорацію будівельно — підрядних робіт — А. Ісмаілов, держкомітет з телебачення і радіомовлення — Л. Чабаєв, департамент митно — прикордонної служби — М. Хатуєв, департамент зв'язку — І. Алієв, управління капітального будівництва — Е. Ісмаілов, департамент у справах архівів — Д. Ходжаєв (Загальнонаціональний Конгрес Чеченського Народу). Переважна більшість — учасники опору під час війни.
Господарські посади отримали представники ще радянської адміністрації Чечено-Інгушетії. Віце — прем'єром з соціальних питань став Герсолт Ельмурзаєв (колишній голова Комітету Національної Згоди Чеченської Республіки в 1995—1996 рр.), головою Національного банку — А. — Р. Закаєв, міністерство житлового господарства очолив Адані Осмаєв, міністерство енергетики — Нурдін Усманов, міністерство праці та соціальної політики — Халід Вітушев (Республіканська партія Чечні), міністерство освіти — професор Майраді Оздарбієв, департамент державного майна — Л. Баталов.
В травні — червні 1996 року на місцях пройшли вибори до місцевих органів влади у яких перемогли учасники війни та цивільні прихильники незалежності Чечні.

### Провладні і опозиційні сили Ічкерії
До літа 1997 року баланс політичних сил в Ічкерії розподілився наступним чином: помірковані проурядові сили, радикальні проурядові сили та радикальна опозиція.
Помірковані політичні сили підтримували політичний курс Масхадова на замирення із Росією. 12 травня 1997 року Аслан Масхадов та Борис Єльцин підписали договір про мир та принципи взаємовідносин між Чеченською Республікою Ічкерією та Російською Федерацією.
До прихильників президента відносились Партія Національної Незалежності очолювана помічником президента Рівзаном Кутаєвим, партія «Даймохк» («Вітчизна»), в минулому одна з політсил антидудаєвської опозиції, від неї відкололась партія «Марша Даймохк» («Вільна Вітчизна»), рух «Чеченська ісламська держава» Турпал-Алі Атгерієва.
Радикальні проурядові сили виступали проти компромісу з Росією щодо питань суверенітету Чечні та проти збереження єдиного військового та економічного простору. Також радикали виступали проти того щоб у владі перебували представники маріонеткової російської адміністрації 1994 — 1996 років.
До цих партій належали «Маршонан тоба» («Рух свободи»), яку очолював Шаміль Басаєв, Союз політичних сил «Ісламський порядок» Мовладі Удугова, «Асамблея партій і комітетів», яку очолював радник президента Саїд — Хасан Абумуслімов, а також створений в травні — червні 1997 року Блок національно — патріотичних сил «Маршо» («Свобода»), який очолював лідер Зеленого Руху та Координаційної Ради взаємодії народів Кавказу Рамзан Гайтеміров. До радикального табору прихильників уряду також відносились віце — прем'єр Руслан Гелаєв, голова державної будівельно — підрядної корпорації А. Ісмаілов, керівник Антитерористичного центру Хункар — Паша Ісрапілов.
Радикальна опозиція, що сформувалась в квітні — травні 1997 року виступала за розрив будь — яких відносин з Росією, люстрацію осіб що співробітничали з окупаційними властями Чечні та притягнення їх до кримінальної відповідальності.

Салман Радуєв

Міський голова Грозного Лечі Дудаєв

Після програшу на президентських виборах в опозицію перейшов Зелімхан Яндарбієв, котрий очолив рух «Кавказька конфедерація». Найбільшою опозиційною організацією була «Армія Генерала Дудаєва», яку очолював родич загиблого першого президента Ічкерії Салман Радуєв. Прихильником радуєвців був племінник Джохара Дудаєва міський голова Грозного Лечі Дудаєв.
Проросійська опозиція не мала впливу, оскільки її лідери покинули територію Чечні. На півночі республіки в Наурському та Шелковському районах мав місце сепаратистський рух теркських козаків, що виступали за приєднання цих районів до Ставропольського краю.
В квітні — травні 1997 року органи національної безпеки Ічкерії провели спеціальну операцію проти козацького сепаратизму. Були виявлені склади зі зброєю, арештовані отаман козацького відділу Наурського району В. Кашлюнов, начальник відділу А. Луганський, отамани низки станиць, що зізнались у зв'язках з ФСБ.
Національні меншини Чеченської Республіки Ічкерії представляли: російську — Конгрес Російськомовного Населення, ногайську — товариство «Бірлік», німецьку — Товариство за німецьку самобутність «Відергебург».

## Військово-політична криза 1998—1999 років

### Передумови
В результаті війни на території Чечні посилився вплив ісламських фундаменталістів, головним чином ваххабітського напряму. Озброєні формування які не підкорялись уряду, насаджували на місцях шаріатське порядки, займались викраденнями людей на всьому Північному Кавказі, здійснювали теракти й напади на сусідні регіони Російської Федерації. Так, 21 грудня 1997 року було атаковане військове містечко 136 — ї окремої мотострілецької бригади в Буйнакську.
В тренувальних таборах ваххабітів проходили підготовку вихідці з мусульманських республік Росії, що були незадоволені пануванням Москви в їхніх регіонах. Одними з цих новонавернених ваххабітів були дагестанці, де в селі Карамахи та інших населених пунктах в 1990 -ті виникли ваххабітські громади.
Після того як 30 грудня 1997 року ваххабізм був заборонений в Дагестані, а їх лідери Багаутдін Магомедов та Магомед Тагаєв виїхали до Чечні, разом із ними мігрували тисячі прихильників, головним чином молодь.
В середині 1997 року польові командири ваххабітів брати Ахмадови змістили законно обрану владу в Урус — Мартані та кадія Урус — Мартанівського району. Відтоді місто вже не підкорялись центральному уряду.
В березні 1998 за наказом Масхадова бійці Антитерористичного центру Ічкерії намагались розгромити ваххабітських центр в Урус — Мартані, де брати Ахмадови утримували захоплених у Дагестані міліціонерів, іноземних журналістів та інших заручників. Внаслідок штурму 16 березня були вбиті кілька бойовиків, однак іншим вдалось сховатись разом із заручниками. У відповідь голова Урус — Мартанівського джамаату Різван Ахмадов заявив, що при владі в Ічкерії перебувають «злодії, мунафіки (лицеміри) та зрадники».
25 квітня 1998 року в Грозному було створено «Конгрес народів Чечні та Дагестану», який очолив Шаміль Басаєв

### Перший етап
20 червня, виступаючи по чеченському телебаченню, Салман Радуєв звинуватив президента Масхадова у зраді і закликав чеченців до повстання проти нього.
Наступного дня озброєні прихильники Радуєва на чолі з начальником штабу «Армії Генерала Дудаєва» Вахою Джафаровим штурмували мерію Грозного та Телецентр. В ході зіткнень з правоохоронними органами загинули Джафаров та директор Служби національної безпеки Лечі Хултигов. Про інших жертв не повідомлялось.

Амір ібн аль — Хаттаб

22 червня указом президента Масхадова було введено надзвичайний стан, в столиці — комендантську годину. Власті Ічкерії дали негласну вказівку про розшук і арешт Салмана Радуєва. Того ж дня, за посередництва Басаєва, з Урус — Мартанівського джамаату були визволені 9 дагестанських міліціонерів, захоплених під час нападу загону Хаттаба на Буйнакськ в грудні 1997 року. Визволені міліціонери заявили, що бойовики тероризують місцеве населення, побоюючись урядових сил.
Невдовзі потому відбувся новий виток протистояння. Солдати шаріатської гвардії здійснювали рейди по ринках чеченських міст і селищ в пошуках алкогольних напоїв, при виявленні алкоголь знищувався, а справа передавалась до шаріатських судів. В червні під Гудермесом вони побили двох вояків Національної гвардії зате що ті влаштували бенкет з розпиванням алкоголю.
13 липня в Гудермесі між вояками шаріатської та національної гвардій (якою командував Сулім Ямадаєв) відбулась сутичка, яка переросла у стрілянину.
На підтримку ваххабітам з Грозного рушили інші частини шаріатської гвардії та Ісламського полку особливого призначення під командуванням Абдул-Маліка Меджидова та Арбі Бараєва. До них приєдналися інші угруповання та окремі співробітники міністерства шаріатської безпеки. В ході стрілянини в Гудермесі з обох боків загинуло 80 осіб і приблизно стільки ж було поранено.
Для придушення конфлікту в Гудермес рушили частини національної та президентської гвардії, співробітники антитерористичного центру, які повністю блокували місто.
На переговори до сторін конфлікту рушили віце — президент Ваха Арсанов та інші керівники силових структур, що зустрілись із Ямадаєвим, Бараєвим та Меджидовим на околиці Гудермеса. Віце — президенту довелось домовитись з лідерами ісламістів та командиром національної гвардії про об'єктивне розслідування причин конфлікту і притягнення винуватців до відповідальності перед верховним шаріатським судом. Після цього протиборствуючих сторони розійшлися до місць дислокації.
15 липня президент Аслан Масхадов підписав указ про розформування шаріатської гвардії та Ісламського полку особливого призначення, розжалував командирів Бараєва та Меджидова у рядові.
Також було заявлено про те що всі проповідники ісламського фундаменталізму мали покинути Чечню упродовж десяти днів (на прохання першого віце-прем'єр-міністра Шаміля Басаєва це розпорядження було скасовано).
Також Масхадов дав вказівку генеральній прокуратурі протягом десяти днів провести розслідування подій у Гудермесі і передати справу до верховного шаріатського суду, що було не виконано і Хаваджі Себієв був знятий з посади генерального прокурора.
Також вісім членів президії верховного шаріатського суду були зняті з посад, вже наступного дня після зіткнень у Гудермесі. Крім того, керівництво Чечні оголосило ісламський фундаменталізм та ваххабізм шкідливими для чеченців ідеологіями.
17 липня 1998 року Аслан Масхадов продовжив надзвичайний стан та комендантську годину у республіці. Також він оголосив мобілізацію 5000 резервістів, що брали участь у війні.
Заступником Головнокомандувача Збройних Сил ЧРІ був призначений Ш. Басаєв, а міністр будівництва А. Ісмаілов — військовим комендантом Ічкерії.
Командири розформованих шаріатської гвардії та Ісламського полку особливого призначення Меджидов і Бараєв виїхали до села Старі Атаги, де зібрався багатотисячний опозиційний мітинг, який очолив Зелімхан Яндарбієв.
23 липня 1998 року було скоєно замах на Масхадова. Під час пересування кортежу в Грозному на узбіччі вибухнув УАЗ без номерів. Загинув один з охоронців президента і кілька людей були важко поранені й доставлені до лікарні. Проте сам Аслан Масхадов лишився цілим.
Того ж дня відбулась прес — конференція президента на якій він поклав відповідальність на спецслужби іноземних країн, що намагаються дестабілізувати обстановку «руками місцевих зрадників, котрі рвуться до влади».
Верховний шаріатський суд викликав для дачі свідчень в справі замаху на президента Яндарбієва, Бараєва, Меджидова та Різвана Ахмадова.
24 липня екс — в. о. президента Яндарбієв дав свідчення в суді, стосовно Бараєва, Меджидова та Ахмадова, які не з'явилися було оголошено що вони будуть доставлені силоміць.
Політичні діячі Ш. Басаєв, Р. Гілаєв, А. Закаєв висловились на підтримку президента.
Увечері того ж дня правоохоронні органи оголосили, що було знайдено квартиру, де виготовлена вибухівка і затримано четверо підозрюваних у виконанні замаху на президента.
24 — 25 липня, за «провокаційне подання інформації» в Ічкерії були відключені російські канали ОРТ, РТР та НТВ, що транслювали мітинг опозиції в Старих Атагах.

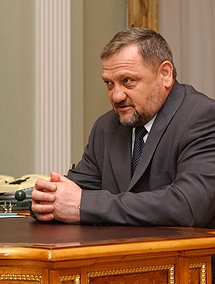
Муфтій Чечні Ахмат Кадиров

25 липня 1998 року в Грозному відбувся Конгрес мусульман Північного Кавказу, ініціатором якого став муфтій Чечні Ахмат — Хаджи Кадиров. Учасники конгресу засудили ваххабізм, як вчення що «не має нічого спільного з істинним ісламом» і засудили власті Росії за непряму підтримку ваххабітів.
26 липня командири ісламістських підрозділів Бараєв і Меджидова оголосили про підтримку президента. В телевізійному виступі Масхадов порекомендував бійцям розформованих частин влаштовуватись на роботу та включатися в мирне життя.
Надзвичайний стан і комендантську годину було скасовано. Під час надзвичайного стану було знешкоджено декілька кримінальних угруповань, що займались грабунками й викраденням людей. В Гудермеському районі затримано 47 людей, 30 справ було передано слідчими органами до шаріатських судів.

### Другий етап
23 вересня 1998 року Шаміль Басаєв та Салман Радуєв зажадали відставки президента Масхадова, звинувативши його в узурпації влади, порушенні конституції та шаріату, а також проросійському політичному курсі.
У відповідь Масхадов звинуватив Басаєва у розвалі економіки та в тому що Басаєв та Радуєв «грають на руку ворогам чеченської незалежності». До кінця місяця відносини між президентом та опозиціонерами зіпсувались настільки, що в одному з телевиступів Масхадов обіцяв розстріляти Радуєва за провокацію.
29 вересня в Грозному на стадіоні «Динамо» відбувся II з'їзд учасників Опору, скликаний опозиційними командирами Басаєвим, Радуєвим та колишнім головою антитерористичного центру Хункар-Пашею Ісрапіловим. Учасники знову звинуватили президента в узурпації влади і недопустимих поступках Росії з принципових питань. Учасники з'їзду зажадали відставки Масхадова з поста президента.
До вимог учасників приєднались віце — президент Ваха Арсанов, колишній віце-президент Саїд — Хасан Абумуслімов, Зелімхан Яндарбієв та інші опозиціонери.
30 вересня в центрі Грозного почався мітинг опозиції. 4 жовтня опозиційна Рада командирів звернулася до муфтія Ічкерії А. — Х. Кадирова з пропозицією втрутитись в процес розв'язання кризи в країні і одночасно підтримати обвинувачення проти Масхадова. Одночасно опозиціонери закликали Парламент "негайно притягнути до відповідальності президента Масхадова за порушення конституції.
Прихильники президента 8 жовтня зібрали форум «Загальнонаціонального З'їзду Чеченського Народу» — наступника дудаєвського ЗКЧН. Ініціатором виступив Атгерієв та очолюваний ним рух «Чеченська ісламська держава». Делегати форуму висловили підтримку президенту, засудили дії опозиції, висунули вимогу розпустити незаконні озброєні формування, які не підпорядковувались уряду, заборонити дії партій та організацій, що несуть загрозу розколу народу та запропонували вислати з республіки іноземних проповідників.
Активну підтримку прихильникам президента надав муфтіят очолюваний Ахматом Кадировим. В своєму виступі він заявив, що ваххабіти є «ворогами ісламу та чеченського народу». Кадиров відкрито заявив, що ваххабітських рух очолює Конфедерація Народів Ічкерії та Дагестану на чолі з Шамілем Басаєвим та Мовладі Удуговим.
На початку жовтня 1998 року на площі Мінутка в Грозному відбулись сутички між урядовими частинами та ваххабітами, в ході яких було поранено польового командира Арбі Бараєва та одного з його прихильників.
22 жовтня Масхадов виступив з ультиматумом, зажадавши розпуску всіх незаконних озброєних формувань. Центром злочинних угруповань були названі військова база Хаттаба в Сержень-Юрті, центр загону Басаєва у Ведено та джамаат братів Ахмадових в Урус — Мартані. В свою чергу міністр шаріатської безпеки Арсаєв, що правоохоронні органи готові провести спецоперацію проти незаконних формувань. Міністр попередив, що цього разу мова йтиме не про роззброєння, а про фізичну ліквідацію злочинців.
25 жовтня 1998 в Грозному було вбито начальника з боротьби із викраденням людей Шадіда Баргішева. Наступного дня було скоєно замах на муфтія Кадирова. Обидва злочини суспільсна думка пов'язувала з ваххабітами, що займались викраденнями людей.
8 листопада Масхадов зустрівся з польовими командирами яких очолював Басаєв. Після багатьох годин переговорів було досягнуто угоду про створення Консультативної ради, котра узгоджуватиме внутрішню та зовнішню політику. Президент дав згоду на люстрацію судів і на створення судів честі для його реалізації.
Вже 9 листопада лідери опозиції порушили домовленості, скликавши «Загальнонаціональний Конгрес Чеченського Народу», де закликали Масхадова піти у відставку.
В грудні різко активізувалась проваххабітська преса та радикальні організації. Ваххабітський Джамаат Чечні виступив із погрозами на адресу властей, заявивши, що «спроба роззброїти ісламські формування призведе до непоправних наслідків». Союз ісламських журналістів запропонував президенту Масхадову скласти повноваження і передати владу військовим, які мають провести нові вибори або «відмовитись від інституту президентства з переходом до іншої форми правління».
7 грудня правоохоронні органи Ічкерії арештували одного з учасників викрадення іноземних інженерів 3 жовтня. Пізніше виявилося, що викрадення організувало угруповання Арбі Бараєва. 8 грудня в Ачхой-Мартанівському районі було знайдено відрізані голови заручників.
14 грудня президент оголосив про часткову мобілізацію резервістів. Метою мобілізації була названа боротьба проти бандформувань. До кінця місяця на воєнну базу в Ханкалі прибуло до тисячі людей, що мали бойові навики. Всього до загонів боротьби з організованою злочинністю в різних населених пунктах Чечні, за офіційними даними, вступило понад 5000 осіб.
17 грудня в Грозному розпочався багатотисячний пропрезидентський мітинг. Учасники мітингу прийняли резолюцію в якій дозволили президенту вжити найжорстокіших заходів стосовно опозиційних формувань, що не підкоряються державним властям. Учасники також висунули вимогу навести лад в Урус — Мартанівському районі, де чинив беззаконня ваххабітський Джамаат братів Ахмадових і рішуче придушити опір незаконних озброєних груп.
Одночасно командування Національної Гвардії ЧРІ розповсюдило інформацію про те що підрозділи готові виконати накази президента. Однак Масхадов вкотре відклав силове розв'язання конфлікту, оголосивши що в останнє запропонує лідерам опозиції переговори.
Опозиція відповіла терором. 6 січня 1999 року в Гудермесі було скоєно замах на командира Національної Гвардії Суліма Ямадаєва. 14 січня в Грозному в районі Олімпійського проїзду було обстріляно машину міністра шаріатської держбезпеки Асланбека Арсаєва. 21 січня в Урус — Мартані відбулось зіткнення між урядовими силами і ваххабітськими бойовиками.
Будучи прихильником світської держави, президент Масхадов був змушений піти на введення повного шаріатського правління аби забрати в ісламістської опозиції головний козир.
3 лютого 1999 року президент Масхадов, скликавши засідання військових та керівників силових структур, оголосив про введення в республіці «повного шаріатського правління». Парламент був позбавлений законодавчих прав і мав виконувати роль контролюючого органу. Вищим законодавчим органом мала стати Ісламська Рада (Шура) з впливових релігійних діячів та військових. Замість світської конституції 1992 року передбачалось прийняти новий Основний Закон на основі шаріату. А. Масхадов заявив що всі аспекти життя Ічкерії від державних структур до шкільної освіти будуватимуться на ісламських принципах.
9 лютого в будівлі театрально — концертної зали відбулось перше засідання Державної Ісламської Ради (Шури) Чеченської Республіки Ічкерія сформованої президентом, що підтвердила його повноваження.
Міністр культури, інформації та друку Ахмед Закаєв заявив, що до розробки нового Основного Закону залучені відомі чеченські богослови, військові, політики, депутати Парламенту. До кінця лютого Державна Комісія розробила проект нової конституції заснований на моделях Конституцій Ірану та Пакистану.
8 лютого фактичний лідер опозиції Шаміль Басаєв оголосив про створення опозиційної Шури на чолі з еміром, яким був обраний сам Басаєв.
Керівники Парламенту звинуватили Масхадова у конституційному перевороті. Парламент створив комісію з процедури імпічменту президента. Також проти введення повного шаріатського правління виступив віце — президент Ваха Арсанов.
Протягом весни — літа 1999 року новостворене міністерство державної безпеки на чолі Турпал-Алі Атгерієвим провело кілька операцій проти викрадачів людей. На початку квітня 1999 року з цією метою було призвано 4 000 резервістів, які зібралися в селі Старі Атаги.
15 серпня 1999 року Аслан Масхадов засудив вторгнення ваххабітських бойовиків у Дагестан і оголосив надзвичайний стан.

## Загострення відносин з Росією (весна-літо 1999 року)
Офіційно російські власті не втручалися у конфлікт в Чечні. Насправді ж вони займались його розпалюванням, з одного боку таємно підтримуючи окремих командирів ваххабітів (наприклад, Арбі Бараєва) з іншого — вели таємні переговори з низкою чеченських релігійних та військових посадовців (Ахмат Кадиров та брати Ямадаєви), пропонуючи їм підтримку в боротьбі з ісламськими фундаменталістами

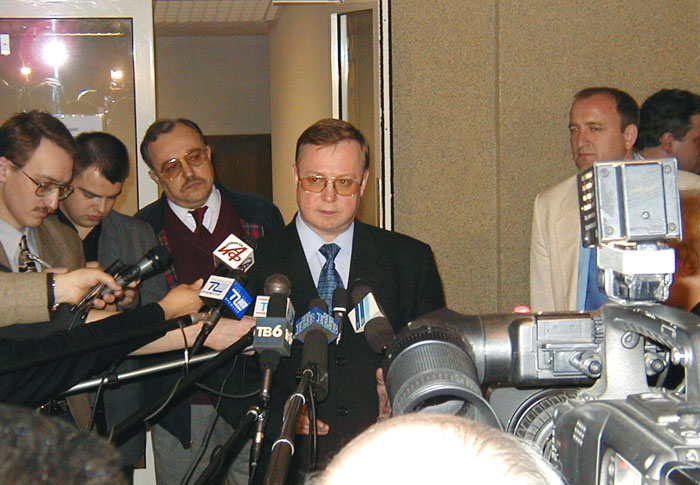
Сергій Степашин

Ситуація різко змінилася після викрадення 15 березня 1999 року представника міністерства внутрішніх справ Росії Геннадія Шпігуна. Наступного дня міністр внутрішніх справ Сергій Степашин висунув чеченській стороні триденний ультиматум.
Військово — транспортні літаки почали перекидувати до Північної Осетії тактично — ракетні комплекси Точка-У. В Дагестані почалось формування бригади морської піхоти, що згодом воювала в горах Чечні.
Була введена економічна блокада Чечні, що призвела до того що грошовий потік з Росії став різко вичерпуватись. Через посилення режиму на кордоні все важче стало переправляти наркотики, також ускладнився процес викрадення людей. Бензин, що виготовлявся на підпільних заводах, стало неможливо вивозити за межі Чечні. Разом із тим, ці заходи значно погіршили економічне становище зубожілого цивільного населення.
В квітні 1999 року в місті Хасав'юрт стали з'являтися листівки з погрозами на адресу військовослужбовців та міліціонерів, що вимагали від них покинути дагестанську територію. Листівки були підписані Конгресом Народів Ічкерії і Дагестану.
З травня 1999 року російські гелікоптери стали бомбардувати Чечню. Влітку сутички між російськими військами та загонами ваххабітів на чеченсько — дагестанському кордоні стали буденним явищем. В липні російські війська почали робити нічні рейди на територію Чечні.
15 липня 1999 року міністр державної безпеки Турпал — Алі Атгерієв прибув до Москви як представник чеченської сторони на переговори. Однак вже в аеропорту «Внуково» він був затриманий і доставлений до слідчого ізолятора Матросская Тишина. Хоча наступного дня він був відпущений за розпорядженням прем'єр-міністра Росії Степашина, як переговорник Атгерієв був дискредитований. Можливість мирного розв'язання конфлікту була втрачена.
7 серпня 1999 року чеченсько — дагестанські загони ваххабітів на чолі з Хаттабом та Шамілем Басаєвим вторглися в Дагестан. За висловом історика Аббаза Осмаєва ця обставина для російських властей була як ніколи вчасною. «Тепер перед лицем світової спільноти можна було виступити в ролі сторони, що захищалась. Так це і подали».
Почалась Друга російсько-чеченська війна.